# Play-offs Nederlands voetbal 1960
Na afloop van de Eredivisie 1959/60 werd er voor het eerst in de geschiedenis van het Nederlands voetbal een korte competitie gespeeld voor een plaats in de Europacup I. Althans, zo had de KNVB het vooraf bedacht: de nummers 1 (Ajax), 2 (Feijenoord) en 3 (PSV) zouden in een nacompetitie om dat ticket moeten gaan strijden. De UEFA stak daar echter een stokje voor en maakte op 27 mei 1960 bekend de winnaar van de extra wedstrijdenreeks niet te accepteren als de Nederlandse vertegenwoordiger voor het toernooi om de Europacup I en dat alleen de kampioenen van de deelnemende landen zouden worden toegelaten. Daardoor zou de eindzege van de play-offs, die twee dagen later toch van start gingen, uiteindelijk van generlei waarde zijn. De publieke belangstelling viel dan ook tegen. Feijenoord werd weliswaar winnaar van de play-offs, maar Ajax nam als landskampioen gewoon deel aan de Europacup I. 
Stand/Uitslagen
| Pos | Team           | Wed | W | G | V | Ptn | DV | DT | +/− |         |     | FEY | PSV | AJX |
| --- | -------------- | --- | - | - | - | --- | -- | -- | --- | ------- | --- | --- | --- | --- |
| 1   | Feijenoord (O) | 4   | 3 | 1 | 0 | 7   | 20 | 7  | +13 | Winnaar |     |     | 7–1 | 4–2 |
| 2   | PSV            | 4   | 1 | 2 | 1 | 4   | 8  | 12 | −4  |         |     | 3–3 |     | 2–0 |
| 3   | Ajax           | 4   | 0 | 1 | 3 | 1   | 5  | 14 | −9  |         | 1–6 | 2–2 |     |     |

Wedstrijden
|             |                            |       |      |                                                                                      |
| 29 mei 1960 | PSV                        | 2 – 0 | Ajax | Stadion: Philips Stadion, Eindhoven Toeschouwers: 14.000 Scheidsrechter: Van Leeuwen |
| 29 mei 1960 | Kruiver 35' Brusselers 63' |       |      | Stadion: Philips Stadion, Eindhoven Toeschouwers: 14.000 Scheidsrechter: Van Leeuwen |
| 29 mei 1960 |                            |       |      | Stadion: Philips Stadion, Eindhoven Toeschouwers: 14.000 Scheidsrechter: Van Leeuwen |
| 29 mei 1960 |                            |       |      | Stadion: Philips Stadion, Eindhoven Toeschouwers: 14.000 Scheidsrechter: Van Leeuwen |
|             |                            |       |      |                                                                                      |

|             |                                                                                             |       |           |                                                                                            |
| 1 juni 1960 | Feijenoord                                                                                  | 7 – 1 | PSV       | Stadion: Stadion Feijenoord, Rotterdam Toeschouwers: 18.000 Scheidsrechter: Jan Bronkhorst |
| 1 juni 1960 | Schouten 28' Moulijn 30' (pen.) Rijvers 35' Klaassens 51', 77' Van Woerden 60' Bennaars 65' |       | 7' Dillen | Stadion: Stadion Feijenoord, Rotterdam Toeschouwers: 18.000 Scheidsrechter: Jan Bronkhorst |
| 1 juni 1960 |                                                                                             |       |           | Stadion: Stadion Feijenoord, Rotterdam Toeschouwers: 18.000 Scheidsrechter: Jan Bronkhorst |
| 1 juni 1960 |                                                                                             |       |           | Stadion: Stadion Feijenoord, Rotterdam Toeschouwers: 18.000 Scheidsrechter: Jan Bronkhorst |
|             |                                                                                             |       |           |                                                                                            |

|             |           |       |                                                                 |                                                                                   |
| 6 juni 1960 | Ajax      | 1 – 6 | Feijenoord                                                      | Stadion: Stadion De Meer, Amsterdam Toeschouwers: 9.000 Scheidsrechter: Aalbrecht |
| 6 juni 1960 | Swart 75' |       | 16' Schouten 28' Bennaars 43', 77', 80' Van Woerden 54' Moulijn | Stadion: Stadion De Meer, Amsterdam Toeschouwers: 9.000 Scheidsrechter: Aalbrecht |
| 6 juni 1960 |           |       |                                                                 | Stadion: Stadion De Meer, Amsterdam Toeschouwers: 9.000 Scheidsrechter: Aalbrecht |
| 6 juni 1960 |           |       |                                                                 | Stadion: Stadion De Meer, Amsterdam Toeschouwers: 9.000 Scheidsrechter: Aalbrecht |
|             |           |       |                                                                 |                                                                                   |

|                   |                             |       |                                  |                                                                                   |
| 8 juni 1960 20:00 | PSV                         | 3 – 3 | Feijenoord                       | Stadion: Philips Stadion, Eindhoven Toeschouwers: 10.000 Scheidsrechter: Leo Horn |
| 8 juni 1960 20:00 | Dillen 25', 55' Kruiver 67' |       | 35', 75' Van Woerden 40' Moulijn | Stadion: Philips Stadion, Eindhoven Toeschouwers: 10.000 Scheidsrechter: Leo Horn |
| 8 juni 1960 20:00 |                             |       |                                  | Stadion: Philips Stadion, Eindhoven Toeschouwers: 10.000 Scheidsrechter: Leo Horn |
| 8 juni 1960 20:00 |                             |       |                                  | Stadion: Philips Stadion, Eindhoven Toeschouwers: 10.000 Scheidsrechter: Leo Horn |
|                   |                             |       |                                  |                                                                                   |

|              |                             |       |                        |                                                                                 |
| 15 juni 1960 | Ajax                        | 2 – 2 | PSV                    | Stadion: Stadion De Meer, Amsterdam Toeschouwers: 6.000 Scheidsrechter: Martens |
| 15 juni 1960 | Westra 41' Swart 57' (pen.) |       | 76' Kruiver 80' Dillen | Stadion: Stadion De Meer, Amsterdam Toeschouwers: 6.000 Scheidsrechter: Martens |
| 15 juni 1960 |                             |       |                        | Stadion: Stadion De Meer, Amsterdam Toeschouwers: 6.000 Scheidsrechter: Martens |
| 15 juni 1960 |                             |       |                        | Stadion: Stadion De Meer, Amsterdam Toeschouwers: 6.000 Scheidsrechter: Martens |
|              |                             |       |                        |                                                                                 |

|              |                                                       |       |                      |                                                                                         |
| 18 juni 1960 | Feijenoord                                            | 4 – 2 | Ajax                 | Stadion: Stadion Feijenoord, Rotterdam Toeschouwers: 19.244 Scheidsrechter: Van Leeuwen |
| 18 juni 1960 | Bennaars 15' Moulijn 25' (pen.) Van der Gijp 46', 58' |       | 40' Westra 57' Swart | Stadion: Stadion Feijenoord, Rotterdam Toeschouwers: 19.244 Scheidsrechter: Van Leeuwen |
| 18 juni 1960 |                                                       |       |                      | Stadion: Stadion Feijenoord, Rotterdam Toeschouwers: 19.244 Scheidsrechter: Van Leeuwen |
| 18 juni 1960 |                                                       |       |                      | Stadion: Stadion Feijenoord, Rotterdam Toeschouwers: 19.244 Scheidsrechter: Van Leeuwen |
|              |                                                       |       |                      |                                                                                         |

Eredivisie

1960 · 1975 · 1987 · 1988
Eerste divisie

1973 · 1974 · 1975 · 1976 · 1977 · 1978 · 1979 · 1980 · 1981 · 1982 · 1983 · 1984 · 1985 · 1986 · 1987 · 1988 · 1989 · 1990 · 1991 · 1992 · 1993 · 1994 · 1995 · 1996 · 1997 · 1998 · 1999 · 2000 · 2001 · 2002 · 2003 · 2004 · 2005

Vanaf 2006 staan alle competities op 1 pagina.

2006 · 2007 · 2008 · 2009 · 2010 · 2011 · 2012 · 2013 · 2014 · 2015 · 2016 · 2017 · 2018 · 2019 · 2020 · 2021 · 2022 · 2023 · 2024